# Carrizal, Juchique de Ferrer
Carrizal är en ort i Mexiko.   Den ligger i kommunen Juchique de Ferrer och delstaten Veracruz, i den sydöstra delen av landet, 260 km öster om huvudstaden Mexico City. Carrizal ligger 533 meter över havet och antalet invånare är 431.
Terrängen runt Carrizal är kuperad åt nordost, men åt sydväst är den bergig. Runt Carrizal är det ganska tätbefolkat, med 75 invånare per kvadratkilometer. Närmaste större samhälle är Misantla, 19,2 km nordväst om Carrizal. I omgivningarna runt Carrizal växer i huvudsak städsegrön lövskog.